# Struthio
Struthio és l'únic gènere viu d'ocells de la família dels estruciònids (Struthionidae), que pertany a l'ordre dels estrucioniformes (Struthioniformes). Aquestes aus reben el nom comú d'estruços i són les més grans entre les aus vivents a tot el món. Pròpies de planures obertes, són originàries d'Àfrica i també d'Àsia Occidental, on es van extingir durant el segle xx.

## Llistat d'espècies
Arran treballs de principi del present segle avui es considera que el gènere Struthio està format per dues espècies vives:
- Estruç comú (Struthio camelus)
- Estruç de Somàlia (Struthio molybdophanes).

Tradicionalment l'estruç de Somàlia s'ha considerat únicament com una subespècie, i aquest és el criteri en la classificació de Clements 6a edició (2009).